# The Singles 81-85
Pour les articles homonymes, voir The Singles.
Albums de Depeche Mode
Some Great Reward
(1984) Black Celebration
(1986)
Singles
1. Shake the Disease
Sortie : 29 avril 1985
2. It's Called a Heart
Sortie : 16 septembre 1985

The Singles 81→85 est la première compilation de Depeche Mode, sortie en 1985 et comprenant leurs 13 singles de l'époque dont deux morceaux inédits (Shake the Disease et It's Called a Heart). Le disque est réédité en CD en 1998 accompagné d'une suite : The Singles 86-98.
L'album s'est classé à la 6e place des charts britanniques et à la 10e place des charts français[réf. nécessaire].
Aux États-Unis, il est sorti le 11 novembre 1985 sous le titre Catching Up With Depeche Mode avec une liste de chansons légèrement différente.
En parallèle une compilation de vidéo a été publiée sous le nom de Some Great Videos.

## Liste des morceaux
Version anglaise
1. Dreaming of Me (1981)
2. New Life (de Speak and spell - 1981)
3. Just Can't Get Enough (de Speak and spell - 1981)
4. See You (de A Broken Frame - 1982)
5. The Meaning of Love (de A Broken frame - 1982) (uniquement sur la version CD)
6. Leave in Silence (de A Broken frame - 1982)
7. Get the Balance Right! (1983)
8. Everything Counts (de Construction Time Again - 1983)
9. Love, in Itself (de Construction time again - 1983)
10. People Are People (de Some Great Reward - 1984)
11. Master and Servant (de Some great reward - 1984)
12. Blasphemous Rumours (de Some great reward - 1984)
13. Somebody (chanté par Martin L. Gore, de Some great reward - 1984) (uniquement sur la version CD)
14. Shake the Disease (1985)
15. It's Called a Heart (1985)
Titres bonus de la réédition en CD de 1998 parue sous le titre 81 > 85
16. Photographic (Some bizarre version)
17. Just Can't Get Enough (Schizo mix)

Catching Up With Depeche Mode (version américaine)
1. Dreaming of Me
2. New Life
3. Just Can't Get Enough
4. See You
5. The Meaning of Love
6. Love, in Itself
7. Master and Servant
8. Blasphemous Rumours
9. Somebody
10. Shake the Disease
11. Flexible
12. It's Called a Heart
13. Fly on the Windscreen

## Singles
- Shake the Disease / Flexible (mai 1985)
- It's Called a Heart / Fly On The Windscreen (septembre)

## Some Great Videos
Une version vidéo de ce premier best-of est éditée en 1985. Elle est composée d'un certain nombre des clips des singles édités de 1981 à 1985 mais pas de tous. Elle est rééditée en 1998 en VHS et n'a pas fait l'objet d'une réédition en DVD depuis.
Liste des vidéos
1. Just Can't Get Enough
2. Everything Counts
3. Love, in Itself
4. People Are People (Different Mix)
5. Master and Servant
6. Blasphemous Rumours
7. Somebody
8. Shake the Disease
9. It's Called a Heart
10. Photographic (Live)
11. A Question of Lust (Bonus japon et États-Unis)